# Diaphus pacificus
Diaphus pacificus és una espècie de peix de la família dels mictòfids i de l'ordre dels mictofiformes.

## Reproducció
És ovípar amb larves i ous planctònics.

## Hàbitat
És un peix marí i d'aigües profundes.

## Distribució geogràfica
Es troba a Nova Zelanda, el Pacífic oriental central i l'Estret de Taiwan.